# Els Callens
Els Callens (* 20. August 1970 in Antwerpen) ist eine ehemalige belgische Tennisspielerin.

## Karriere
Els Callens war vor allem eine erfolgreiche Doppelspielerin. Sie gewann in ihrer Profikarriere zehn WTA-Turniere im Doppel, im Einzel dagegen kein einziges; immerhin kam sie auf vier ITF-Einzeltitel.
Bei den Olympischen Spielen 2000 in Sydney gewann sie zusammen mit Dominique Van Roost für Belgien die Bronzemedaille im Damendoppel. Im Halbfinale unterlagen sie Serena und Venus Williams.
Von 1994 bis 2005 spielte Callens für die belgische Fed-Cup-Mannschaft. Ihre persönliche Fed-Cup-Bilanz weist 9:7 Siege im Einzel und 17:6 im Doppel aus.
2001 gehörte sie zum belgischen Team um Justine Henin und Kim Clijsters, das mit einem 2:1-Sieg über Russland den Fed Cup gewann. Im selben Jahr wurde das Fed-Cup-Team zu Belgiens Mannschaft des Jahres gewählt.
Els Callens beendete 2005 zunächst ihre Profikarriere. Im Jahr 2011 kehrte sie im Doppel noch einmal für fünf ITF-Turniere in Deutschland und den Niederlanden auf die Courts zurück.

## Turniersiege

### Einzel
| Nr. | Datum            | Turnier     | Kategorie   | Belag             | Finalgegnerin        | Ergebnis      |
| --- | ---------------- | ----------- | ----------- | ----------------- | -------------------- | ------------- |
| 1.  | 27. März 1994    | Brest       | ITF $25.000 | Hartplatz         | Dally Randriantefy   | 6:4, 6:3      |
| 2.  | 24. Oktober 1999 | Southampton | ITF $50.000 | Teppich (Halle)   | Patricia Wartusch    | 6:3, 6:3      |
| 3.  | 4. November 2001 | Bolton      | ITF $25.000 | Hartplatz (Halle) | Bahia Mouhtassine    | 4:6, 6:4, 6:1 |
| 4.  | 3. März 2002     | Minneapolis | ITF $50.000 | Hartplatz (Halle) | Stanislava Hrozenská | 7:5, 6:3      |

### Doppel
| Nr. | Datum              | Turnier       | Kategorie    | Belag             | Partnerin              | Finalgegnerinnen                      | Ergebnis      |
| --- | ------------------ | ------------- | ------------ | ----------------- | ---------------------- | ------------------------------------- | ------------- |
| 1.  | 27. März 1994      | Brest         | ITF $25.000  | Hartplatz         | Karin Ptaszek          | Susanna Attili Elena Savoldi          | 6:4, 6:1      |
| 2.  | 6. Januar 1996     | Auckland      | WTA Tier IV  | Hartplatz         | Julie Halard-Decugis   | Jill Hetherington Kristine Radford    | 6:1, 6:0      |
| 3.  | 29. März 1998      | The Woodlands | ITF $25.000  | Hartplatz         | Liezel Huber           | Nathalie Dechy Ghirardi Lea           | 6:4, 6:2      |
| 4.  | 14. Juni 1998      | Birmingham    | WTA Tier III | Rasen             | Julie Halard-Decugis   | Lisa Raymond Rennae Stubbs            | 2:6, 6:4, 6:4 |
| 5.  | 27. September 1998 | Seattle       | ITF $50.000  | Hartplatz (Halle) | Liezel Huber           | Lilia Osterloh Mashona Washington     | 6:2, 3:6, 6:3 |
| 6.  | 18. Oktober 1998   | Southampton   | ITF $50.000  | Teppich (Halle)   | Laurence Courtois      | Amelie Cocheteux Emilie Loit          | 6:2, 6:2      |
| 7.  | 22. November 1998  | Pattaya       | WTA Tier IV  | Hartplatz         | Julie Halard-Decugis   | Rika Hiraki Aleksandra Olsza          | 3:6, 6:2, 6:2 |
| 8.  | 13. August 2000    | Los Angeles   | WTA Tier II  | Hartplatz         | Dominique Van Roost    | Kimberly Po Anne-Gaëlle Sidot         | 6:2, 7:5      |
| 9.  | 13. Mai 2001       | Berlin        | WTA Tier I   | Sand              | Meghann Shaughnessy    | Cara Black Jelena Lichowzewa          | 6:4, 6:3      |
| 10. | 19. Mai 2001       | Antwerpen     | WTA Tier V   | Sand              | Virginia Ruano Pascual | Kristie Boogert Miriam Oremans        | 6:3, 3:6, 6:4 |
| 11. | 2. März 2002       | Minneapolis   | ITF $50.000  | Hartplatz (Halle) | Shinobu Asagoe         | Rika Hiraki Nana Miyagi               | 7:63, 7:63    |
| 12. | 16. Juni 2002      | Birmingham    | WTA Tier III | Rasen             | Shinobu Asagoe         | Kimberly Po Nathalie Tauziat          | 6:4, 6:3      |
| 13. | 15. Juni 2003      | Birmingham    | WTA Tier III | Rasen             | Meilen Tu              | Alicia Molik Martina Navratilova      | 7:5, 6:4      |
| 14. | 22. Februar 2004   | Antwerpen     | WTA Tier II  | Hartplatz (Halle) | Cara Black             | Myriam Casanova Eleni Daniilidou      | 6:2, 6:1      |
| 15. | 20. Februar 2005   | Antwerpen     | WTA Tier II  | Hartplatz (Halle) | Cara Black             | Anabel Medina Garrigues Dinara Safina | 3:6, 6:4, 6:4 |

## Abschneiden bei Grand-Slam-Turnieren

### Einzel
| Turnier         | 1991 | … | 1995 | 1996 | 1997 | 1998 | 1999 | 2000 | 2001 | 2002 | 2003 | 2004 | 2005 | Karriere |
| --------------- | ---- | - | ---- | ---- | ---- | ---- | ---- | ---- | ---- | ---- | ---- | ---- | ---- | -------- |
| Australian Open | —    | — | 1    | 1    | 1    | 1    | 2    | 3    | 2    | Q1   | 2    | 1    | Q1   | 3        |
| French Open     | —    | — | 2    | 1    | 1    | 2    | 2    | 2    | —    | —    | 1    | 1    | Q3   | 2        |
| Wimbledon       | 2    | — | —    | 1    | 2    | 1    | 1    | 2    | —    | 3    | 2    | 2    | 1    | 3        |
| US Open         | —    | — | 1    | 3    | 1    | —    | 1    | 2    | —    | 2    | 1    | 2    | Q2   | 3        |

Zeichenerklärung: S = Turniersieg; F, HF, VF, AF = Einzug ins Finale / Halbfinale / Viertelfinale / Achtelfinale; 1, 2, 3 = Ausscheiden in der 1. / 2. / 3. Hauptrunde; Q1, Q2, Q3 = Ausscheiden in der 1. / 2. / 3. Runde der Qualifikation; n. a. = nicht ausgetragen

### Doppel
| Turnier         | 1995 | 1996 | 1997 | 1998 | 1999 | 2000 | 2001 | 2002 | 2003 | 2004 | 2005 | Karriere |
| --------------- | ---- | ---- | ---- | ---- | ---- | ---- | ---- | ---- | ---- | ---- | ---- | -------- |
| Australian Open | —    | AF   | 2    | 1    | AF   | VF   | 2    | AF   | 1    | 1    | 1    | VF       |
| French Open     | 1    | 1    | AF   | 1    | VF   | 2    | AF   | 1    | 2    | 2    | 1    | VF       |
| Wimbledon       | 2    | 1    | VF   | VF   | 2    | AF   | 1    | AF   | 2    | AF   | AF   | VF       |
| US Open         | 1    | —    | 1    | 1    | 1    | HF   | VF   | 1    | AF   | 1    | 1    | HF       |

### Mixed
| Turnier         | 1995 | 1996 | 1997 | 1998 | 1999 | 2000 | 2001 | 2002 | 2003 | 2004 | 2005 | Karriere |
| --------------- | ---- | ---- | ---- | ---- | ---- | ---- | ---- | ---- | ---- | ---- | ---- | -------- |
| Australian Open | —    | AF   | —    | —    | VF   | —    | VF   | 1    | VF   | 1    | AF   | VF       |
| French Open     | —    | AF   | —    | —    | —    | AF   | AF   | 1    | 1    | AF   | —    | AF       |
| Wimbledon       | 2    | 2    | —    | 1    | 1    | 1    | 2    | HF   | AF   | AF   | 2    | HF       |
| US Open         | —    | AF   | AF   | —    | —    | —    | 1    | HF   | 1    | AF   | —    | HF       |